# Rifampicina
La rifampicina és un antibiòtic bactericida del grup de les rifamicines. És un compost semisintètic derivat d'Amycolatopsis rifamycinica  (abans conegut com a Amycolatopsis mediterranei i Streptomyces mediterranei). La rifampicina pot ser abreujada com a R, PGR, RA, RF o RIF (EUA).
El 1957, una mostra de sòl procedent d'un bosc de pins a la Riviera francesa s'havia portat per la seva anàlisi al laboratori de recerca farmacèutica Lepetit a Milà, Itàlia. Allà, un grup de recerca dirigit pel professor Piero Sensi (1920 -) van descobrir un nou bacteri. Aquesta nova espècie va semblar immediatament de gran interès científic, ja que s'estava produint una nova classe de molècules amb activitat antibiòtica. Com que el professor Sensi i alguns dels seus col·legues investigadors estaven particularment aficionats a la història de la delinqüència francesa Rififí (al voltant d'un robatori de joies i les bandes rivals), es va decidir anomenar a aquests compostos "rifamicines". Després de dos anys d'intents per tal d'obtenir productes semisintètics més estables, el 1959 una nova molècula amb alta eficàcia i bona tolerabilitat va ser produït i va ser nomenat "rifampicina".
Hi ha diversos tipus de rifamicines a partir de les quals s'ha obtingut, però la forma rifampicina, amb un grup 4-metil-1-piperazinaminil, és, de molt, el més eficaç clínicament.
La rifampicina és un sòlid de color vermell intens, i la petita fracció que arriba als líquids corporals atorga un color vermell-taronja inofensiu a l'orina (i en menor mesura, també la suor i les llàgrimes) dels usuaris, per unes poques hores després d'una dosi. Les concentracions màximes a la sang es redueixen en un terç quan l'antibiòtic es pren amb aliments.
La rifampicina és un dels antibiòtics que s'utilitzen en el tractament dels BCGomes.

## Indicacions
La rifampicina va ser introduïda l'any 1967, com un complement important per al tractament de la tuberculosi i la meningitis inactiva, juntament amb la isoniazida, la pirazinamida, l'etambutol i l'estreptomicina. Cal una recepta mèdica per poder adquirir-la. Ha de ser administrada regularment al dia durant diversos mesos sense descans, en cas contrari, el risc de tuberculosi resistent als medicaments és molt més gran. De fet, aquesta és la raó principal per la qual s'utilitza en conjunt amb els tres fàrmacs abans esmentats, en particular la isoniazida. Aquesta és també la principal motivació de la teràpia d'observació directa per a la tuberculosi.
La resistència a la rifampicina es desenvolupa ràpidament durant el tractament, per la qual cosa la monoteràpia amb rifampicina no s'ha d'utilitzar per al tractament d'aquestes infeccions, sinó que s'ha d'utilitzar en combinació amb altres antibiòtics.

### Micobacteris
La rifampicina s'utilitza normalment per a tractar les infeccions per Mycobacterium, com la tuberculosi i la malaltia de Hansen.
Amb la poliquimioteràpia utilitzada com el tractament estàndard de la malaltia de Hansen, la rifampicina s'utilitza sempre en combinació amb dapsona i clofazimina per evitar suscitar resistència als medicaments.

### Altres bacteris
La rifampicina també té un paper en el tractament de l'Staphylococcus aureus resistent a la meticil·liina (MRSA) en combinació amb l'àcid fusídic, encara que investigacions recents han plantejat la manca d'estudis sobre l'eficàcia d'aquest tractament. S'utilitza en el tractament profilàctic contra la infecció per Neisseria meningitidis (meningococ).
També s'utilitza per tractar la infecció per espècies de Listeria, Neisseria gonorrhoeae, Haemophilus influenzae i Legionella pneumophila. Per a aquestes indicacions no estàndard, les proves de sensibilitat s'han de fer (si és possible) abans d'iniciar el tractament amb rifampicina.
Les espècies d'enterobacteris, Acinetobacter i Pseudomonas són intrínsecament resistents a la rifampicina.
A més, s'ha utilitzat l'amfotericina B infructuosament per tractar la meningoencefalitis amèbica primària causada per Naegleria fowleri.

### Virus
La rifampicina té certa efectivitat contra el virus vaccinia.

## Farmacodinàmica (mecanisme d'acció)
La rifampicina inhibeix la polimerasa d'ARN dependent d'ADN a cèl·lules bacterianes mitjançant la unió de la seva subunitat beta, el que impedeix la transcripció i posterior traducció a proteïnes. La seva naturalesa lipofílica fa que sigui un bon candidat per al tractament de la forma de meningitis de la tuberculosi, que requereix la distribució al sistema nerviós central i la penetració a través de la barrera sang-cervell.
La rifampicina actua directament sobre la síntesi d'ARN missatger. Inhibeix només la polimerasa d'ARN procariota, especialment aquells que són gram-positius i els micobacteris. Gran part de la membrana d'aquests bacteris resistents als àcids està composta per àcid micòlic i peptidoglicans, que permeten el moviment fàcil dels fàrmacs a la cèl·lula. L'evidència demostra que l'ADN in vitro tractat amb concentracions 5.000 vegades superiors a la dosi normal no es veu afectat, mentre que l'ARN in vivo d'espècimens eucariotes i les ADN polimerases han patit alguns problemes. La rifampicina interacciona amb la subunitat β de l'ARN polimerasa quan es troba en un trímer α2β. Això atura la transcripció d'ARN i, per tant, la prevenció de la traducció de polipèptids. Ha de quedar clar, però, que no pot aturar l'allargament de l'ARNM una vegada que la unió a la cadena d'ADN s'ha iniciat. El complex rifampicina-polimerasa d'ARN és extremadament estable i no obstant això, els experiments han demostrat que aquest fet no es deu a cap tipus d'enllaç covalent. S'hipotetitza que els enllaços d'hidrogen i interaccions π-π entre la naftoquinona i els aminoàcids aromàtics són els principals estabilitzadors, encara que això requereix l'oxidació de la naftohidroquinona que es troba més comunament a la rifampicina. És aquesta última hipòtesi que explica l'explosió dels bacteris multi-resistents als medicaments: mutacions en el gen rpoB que substitueixen triptòfan, fenilalanina i tirosina, resultant aminoàcids no-aromàtics amb pobres enllaços entre la rifampicina i la polimerasa d'ARN.
Els bacteris resistents a rifampicina produeixen ARN polimerases amb subunitats β subtilment diferents que no són fàcilment inhibides per aquest antibiòtic. En la investigació de la biologia molecular, plasmidis que contenen gens de resistència a la rifampicina s'utilitzen sovint per a la detecció de colònies. Molts plasmidis que contenen aquests gens de resistència estan comercialment disponibles per als investigadors.

## Efectes secundaris
L'efecte advers més greu està relacionat amb l'hepatotoxicitat. Els pacients que estan en tractament amb rifampicina sovint se sotmeten a proves de funció hepàtica de base i amb freqüència per detectar danys hepàtics.
La rifampicina és un inductor dels enzims del fetge, regulant positivament el citocrom P450 (per exemple, CYP2C9 i CYP3A4), augmentant d'aquesta manera el metabolisme de molts altres medicaments que s'eliminen pel fetge a través d'aquestes enzims. Com a conseqüència, la rifampicina pot causar una sèrie de reaccions adverses quan es prenen simultàniament amb altres medicaments. Per exemple, els pacients sotmesos a teràpia anticoagulant a llarg termini amb warfarina han de ser especialment cautelosos i augmentar les seves dosis de warfarina en conseqüència. El no fer-ho pot portar a una tractament d'anticoagulació incomplet amb conseqüències greus, com la trombosi.
La regulació a l'alça del metabolisme hepàtic de les hormones disminueix els seus nivells, però de manera similar pot també reduir l'eficàcia de l'anticoncepció hormonal, donant lloc a embarassos no desitjats entre usuàries d'anticonceptius orals prenent rifampicina, fins i tot en cursos de curta durada (per exemple, com la profilaxi contra l'exposició a la meningitis bacteriana).
Les reaccions adverses més comuns inclouen febre, trastorns gastrointestinals, erupcions cutànies i reaccions immunològiques.
El consum de rifampicina pot causar que certs líquids corporals, com ara l'orina i les llàgrimes, prenguin un color taronja-vermell, un efecte secundari benigne que pot ser aterridor si no s'avisa. Aquest efecte també es pot utilitzar per controlar l'absorció efectiva del fàrmac (si el color groguenc no es veu en l'orina, el pacient podrà allunyar la dosi del fàrmac en el temps d'ingesta de menjar o llet). El descoloriment de la suor i les llàgrimes no és directament perceptible, però la suor pot tacar la roba lleugerament de color taronja, i les llàgrimes de forma permanent poden tacar les lents de contacte toves.
Atès que la rifampicina pot ser excretada per la llet materna, la lactància s'ha d'evitar mentre s'està prenent aquest antibiòtic.
Els efectes adversos inclouen:
- Hepatotòxics - hepatitis, icterícia, insuficiència hepàtica en casos severs.
- Respiratori - dificultat per respirar.
- Cutània - enrogiment, pruïja, erupció i llagrimeig dels ulls.
- Abdominal - nàusees, vòmits, dolor abdominal amb diarrea o sense.
- Símptomes pseudogripals - amb calfreds, febre, mal de cap, artràlgia i malestar general. La rifampicina té una bona penetració al cervell, i això pot explicar alguns efectes secundaris com la disfòria en una minoria d'usuaris.